# Cedarvale
Cedarvale è una comunità non incorporata degli Stati Uniti d'America della contea di Torrance nello Stato del Nuovo Messico. Cedarvale si trova sulla New Mexico State Road 42. 10,2 miglia (16,4 km) a nord-est di Corona. Cedarvale aveva un ufficio postale fino alla sua chiusura il 15 maggio 1990; ha ancora il proprio ZIP code, 87009.